# 영성교
영성교(嬴成蟜, ? ~ 기원전 239년)는 중국 최초의 황제 진시황의 동생이다. 장안군(長安君)으로 봉해졌다.
사마천의 사기(史記) 진시황본기(秦始皇本紀)에 따르면 기원전 239년(진시황 8년), 장안군 성교가 군대를 이끌고 조나라(趙)를 공격했을 때, 둔류(屯留), 포호(蒲鄗) 지방의 병사를 거느리고 모반했다. 진나라(秦)가 반란군을 공격하였다. 장안군은 둔류에서 사망하였고, 군사들은 모두 참형(斬刑)에 처하고, 그 지역의 백성들을 임조(臨洮)라는 지역으로 이주시켰다.
사기(史記)의 삼가주(三家注)로 불리는 사기에 주석을 붙인 세가지 책중에서 하나인 사기정의(史記正義)의 기록에 의하면 장안군 성교는 둔류의 성벽에서 자살하였다고 한다.
그리고 일설에 의하면 진왕 자영(子嬰)의 아버지라고 전해진다.